# Nérigean
Nérigean is een gemeente in het Franse departement Gironde (regio Nouvelle-Aquitaine) en telt 890 inwoners (2005). De plaats maakt deel uit van het arrondissement Libourne.

## Geografie
De oppervlakte van Nérigean bedraagt 10,0 km², de bevolkingsdichtheid is 89,0 inwoners per km².
De onderstaande kaart toont de ligging van Nérigean met de belangrijkste infrastructuur en aangrenzende gemeenten.

## Demografie
Onderstaande figuur toont het verloop van het inwonertal (bron: INSEE-tellingen).